# ミルハウス・キャピタル
ミルハウス・キャピタル（英：Millhouse Capital）は、ロシアの新興財閥（オリガルヒ）ロマン・アブラモヴィッチの投資会社である。2001年にロンドンで設立され、ほとんどの資産をこの会社に移した。移された資産は、シブネフチ株の88％、ルサール株の50％、アエロフロート株の26％などであった。
2003年、アエロフロート株26％を、1億3300万ドルで売却した。またGAZ自動車などの親会社であったRuspromauto株とルサール株の25％をオレグ・デリパスカのベーシック・エレメントに売却した。
2004年、残りのルサール株をベーシック・エレメントに売却した。
2005年、シブネフチの株式72.663%を130億1000万ドルでガスプロムに売却した。
2006年、ロシアの鉄鋼会社エヴラス・グループの株式40%を取得した。